# Torneo de Memphis 2015
El U.S. National Indoor Tennis Championships 2015 es un torneo de tenis que pertenece a la ATP en la categoría de ATP World Tour 250. Será la trigésimo novena edición del torneo y se disputará del 09 al 15 de febrero de 2015 sobre moqueta en el Racquet Club de Memphis en Memphis, Estados Unidos.

## Distribución de puntos
| Modalidad            | Campeón | Finalista | Semifinales | Cuartos de final | 2ª ronda | 1ª ronda | Clasificados | 2ª ronda de clasificación | 1ª ronda de clasificación |
| Individual masculino | 250     | 165       | 100         | 50               | 25       | 0        | 13           | 7                         | 0                         |
| Dobles masculino     | 250     | 150       | 90          | 45               | 20       | 0        | -            | -                         | -                         |

## Cabeza de serie

### Individuales masculinos
| Tenista             | Ranking | Preclasificado |
| Kei Nishikori       | 5       | 1              |
| John Isner          | 18      | 2              |
| Alexandr Dolgopolov | 24      | 3              |
| Ivo Karlović        | 25      | 4              |
| Steve Johnson       | 37      | 5              |
| Benjamin Becker     | 39      | 6              |
| Adrian Mannarino    | 41      | 7              |
| Sam Querrey         | 42      | 8              |

- Ranking del 2 de febrero de 2015

### Dobles masculinos
| Tenista                  | Ranking | Preclasificado |
| Ivan Dodig Max Mirnyi    | 57      | 1              |
| Sam Groth Chris Guccione | 62      | 2              |
| Eric Butorac Rajeev Ram  | 86      | 3              |
| Treat Huey Scott Lipsky  | 94      | 4              |

## Campeones

### Individuales masculinos
Kei Nishikori venció a  Kevin Anderson por 6-4, 6-4

### Dobles masculinos
Mariusz Fyrstenberg /  Santiago González vencieron a  Artem Sitak /  Donald Young por 5-7, 7-6(1), [10-8]